# Sent Martin de Lansuscla
Sent Martin de Lansuscla (en francès Saint-Martin-de-Lansuscle) és un municipi del departament francès del Losera, a la regió d'Occitània.